# Ole Elias Holck
Ole Elias Holck (født 6. januar 1774 i Eivindvik, død 14. juli 1842 på Alværn i Lavik) var en norsk officer og politiker.
Han blev 1789 ansat ved Bergenhusiske Regiment, hvor han siden tjenstgjorde til 1818, alene med en kort afbrydelse i København. 1818 blev han chef for Søndfjordske Musketerkorps, 1828 oberst og 1834 generaladjudant. 1841 fik han afsked og døde følgende år. I 1814 var Holck valgt repræsentant for sit regiment ved Rigsforsamlingen på Eidsvoll, hvor han sluttede sig til Christian Frederiks parti, hvad han allerede viste ved behandlingen af den første grundsætning for konstitutionen 16. april. Senere repræsenterede han Nordre Bergenhus Amt på Stortingene 1818, 1824 og 1839 og var 1818 medlem af Stortingets deputation til Carl Johans svenske kroning.